# Yūta Obara
Yūta Obara (japanisch 小原 佑太 Obara Yūta; * 29. Februar 1996) ist ein japanischer Bahnradsportler, der auf Kurzzeitdisziplinen spezialisiert ist.

## Sportlicher Werdegang
Als Schüler betrieb Obara zunächst Schwimmsport und Leichtathletik, bis er auf Einladung eines älteren Mitschülers mit dem Radfahren begann. Er schaffte die Aufnahmeprüfung der japanischen Keirin-Schule und war in den ersten Jahren seiner Karriere hauptsächlich bei Keirinrennen innerhalb Japans aktiv. Er wurde in die Nationalmannschaft aufgenommen, fiel aber durch eine Verletzung wieder heraus.
Ab 2021 fuhr er erneut mit der Nationalmannschaft bei internationalen Wettkämpfen, wobei er sich zum Spezialisten für den Teamsprint entwickelte. In diesem Wettbewerb gewann er mit wechselnden Partnern den Lauf des Nations Cup 2021 in Hongkong, von 2022 bis 2024 dreimal in Folge die Asienmeisterschaften sowie 2023 bei den Asienspielen. Seinen wichtigsten individuellen Titel errang er bei den Asienmeisterschaften 2024 im Sprint. Bei Bahnradsport-Weltmeisterschaften vertrat er sein Land seit 2021 und stand zweimal im Zeitfahr-Finale.

## Erfolge
2016
 Japanischer Meister – Zeitfahren
2021
 Nations Cup – Teamsprint (Hongkong; mit Tomohiro Fukaya und Shinji Nakano)
 Japanischer Meister – Keirin, Teamsprint (mit Tomohiro Fukaya, Yoshitaku Nagasako und Yudai Nitta)
2022
 Asienmeister – Zeitfahren, Teamsprint (mit Yoshitaku Nagasako, Kaiya Ōta und Kohei Terasaki)
 Japanischer Meister – Zeitfahren, Teamsprint (mit Yoshitaku Nagasako und Shinji Nakano)
2023
 Asienmeister – Teamsprint (mit Kaiya Ota und Yoshitaku Nagasako)
 Asienspiele – Teamsprint (mit Kaiya Ota, Yoshitaku Nagasako und Shinji Nakano)
 Japanischer Meister – Teamsprint (mit Kento Yamasaki, Kaiya Ota und Kohei Terasaki)
2024
 Asienmeister – Sprint, Teamsprint (mit Kento Yamasaki und Minato Yakaishi)
 Weltmeisterschaft – Teamsprint (mit Kaiya Ota und Yoshitaku Nagasaki)